# Knefelsberg
Knefelsberg ist eine Hofschaft in Hückeswagen im Oberbergischen Kreis im Regierungsbezirk Köln in Nordrhein-Westfalen (Deutschland).

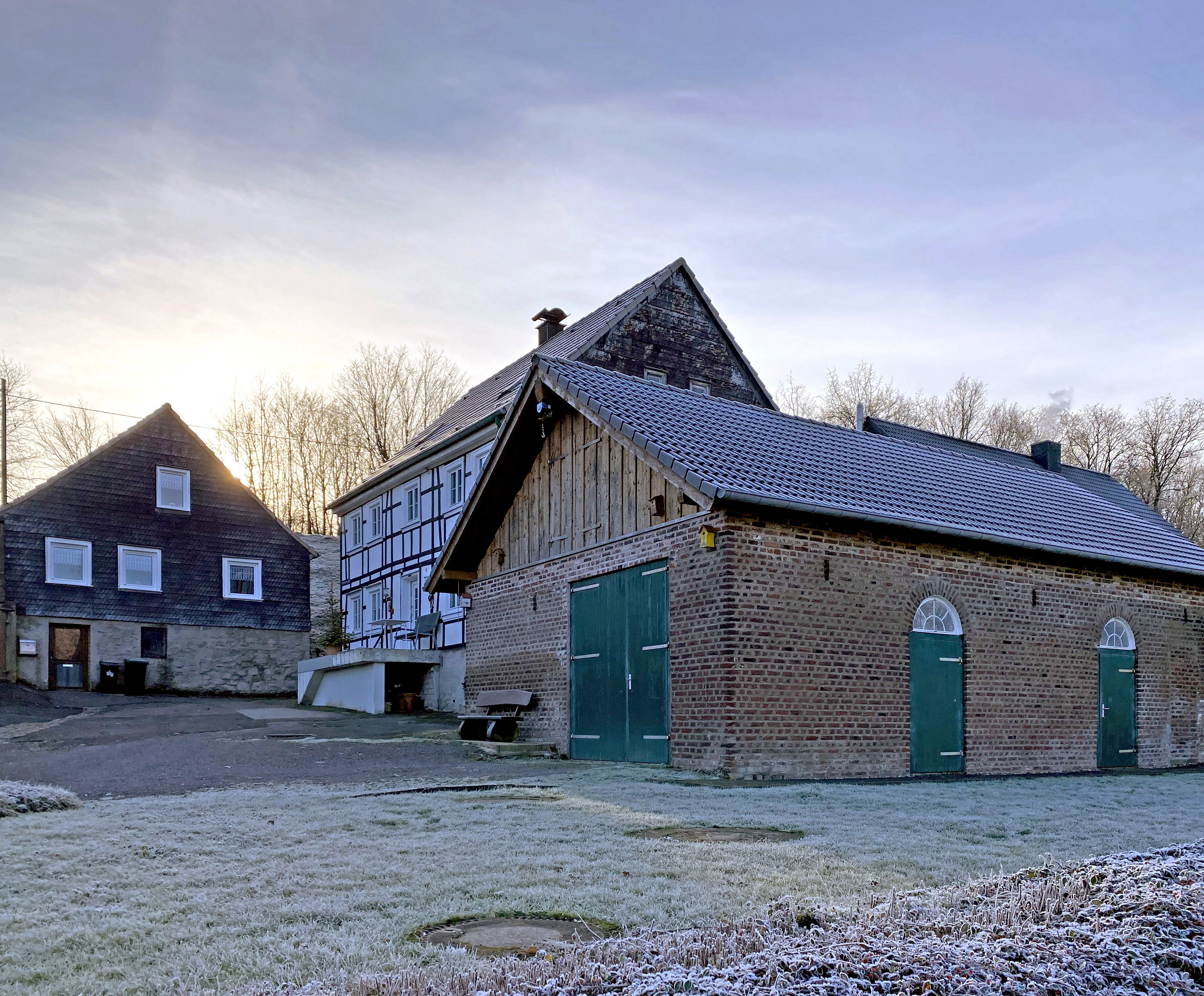
Hofgebäude in Knefelsberg

## Lage und Verkehrsanbindung
Knefelsberg liegt im südlichen Hückeswagen am Rande des Industriegebiets Kobeshofen und ist über eine Verbindungsstraße erreichbar, die von der Kreisstraße K5 zwischen Grünestraße und Altenholte abzweigt, bis zum Hückeswagener Zentrum führt und auch Sohl und Hambüchen anbindet.
Nördlich Knefelsberg fließt der Knefelsberger Bach vorbei, in dem hier auch der Bach Hambüchener Siepen mündet.

## Geschichte
1481 wurde der Ort das erste Mal in der Spendenliste für den Marienaltar der Hückeswagenerkirche urkundlich erwähnt und zwar in der Schreibweise zom Knevelsberge.
Im 18. Jahrhundert gehörte der Ort zum  bergischen Amt Bornefeld-Hückeswagen. 1815/16 lebten zwölf Einwohner im Ort. 1832 gehörte Knefelsberg der Großen Honschaft an, die ein Teil der Hückeswagener Außenbürgerschaft innerhalb der Bürgermeisterei Hückeswagen war. Der laut der Statistik und Topographie des Regierungsbezirks Düsseldorf als Weiler kategorisierte Ort besaß zu dieser Zeit zwei Wohnhäuser und vier landwirtschaftliche Gebäude. Zu dieser Zeit lebten 33 Einwohner im Ort, 13 katholischen und 20 evangelischen Glaubens.
Im Gemeindelexikon für die Provinz Rheinland werden für 1885 vier Wohnhäuser mit 33 Einwohnern angegeben. Der Ort gehörte zu dieser Zeit zur Landgemeinde Neuhückeswagen innerhalb des Kreises Lennep. 1895 besitzt der Ort vier Wohnhäuser mit 26 Einwohnern, 1905 vier Wohnhäuser und 20 Einwohner.

## Wander- und Radwege
Folgende Wanderwege führen durch den Ort:
- Der Ortswanderweg ━ von Purd zur Wiebach-Vorsperre
- Der Ortswanderweg □ von der Wermelskirchener Knochenmühle zur Bevertalsperre